# Praia do Porto (Barreiros)
A Praia do Porto em Barreiros, é composta por uma ilha rochosa bastante singular e curiosa, que contém apenas um coqueiro sobre si, popularmente conhecida como “ilha do coqueiro solitário”. A praia localiza-se a 7 km do centro da cidade, ao longo do trajeto se encontra resquícios de Mata Atlântica, oportuno para trilhas e observação de pássaros; a costa tem-se uma extensão de 4,5 km, que se divide entre as praias de Mamucabinha ao norte, Praia do Porto no centro e Val do Una ao sul.

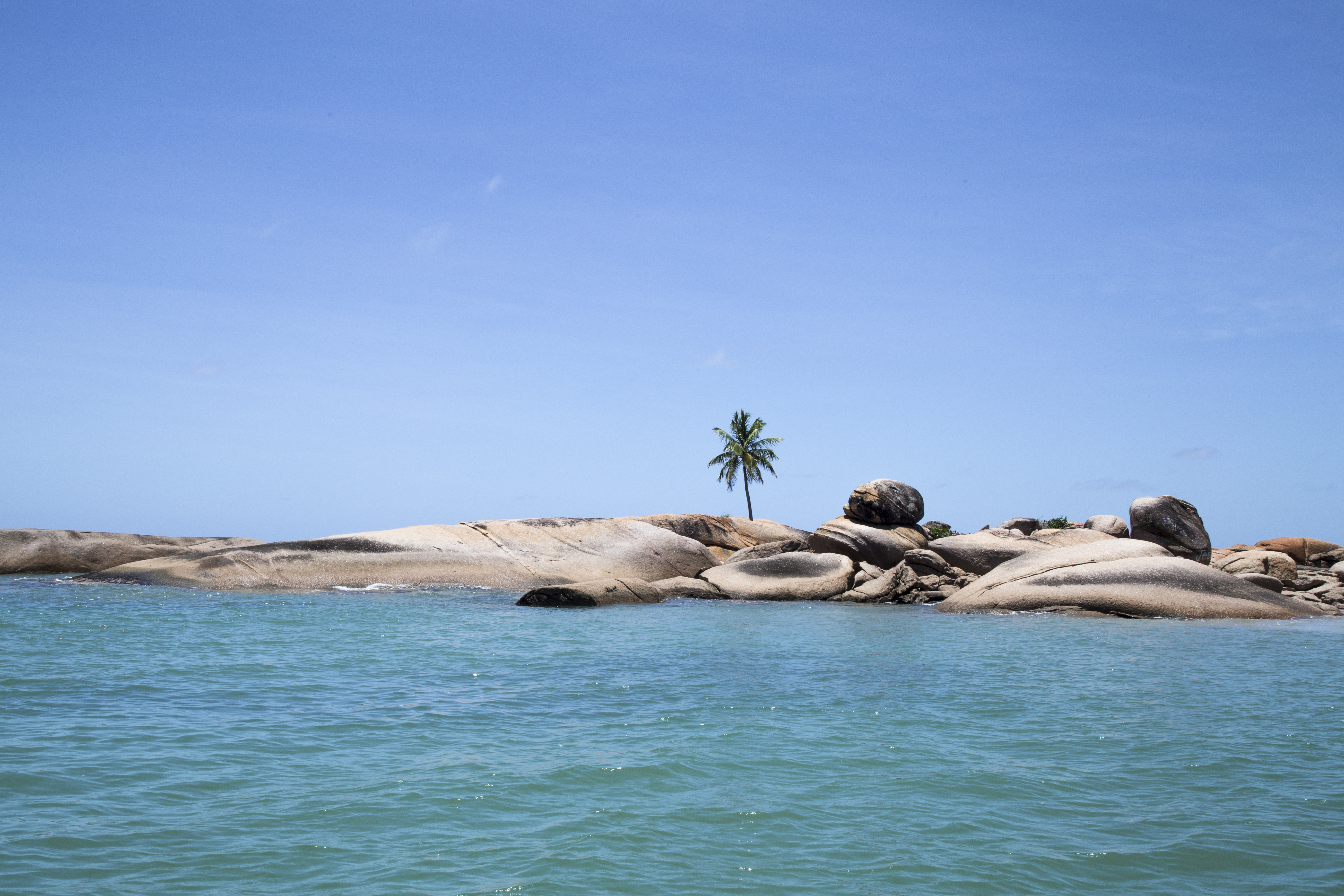
A Ilha do Coqueiro Solitário.

Praia do Porto é uma praia de Pernambuco, que ainda continua intocada e cercada de belezas naturais e estórias folclóricas que cativam mais ainda os visitantes, tais como as lendas de João Galafuz e Comadre Fulozinha, relatadas por antigos pescadores artesanais da localidade. Fica localizada a 104 km do Aeroporto Internacional do Recife.